# 波萨克和圣维维安
波萨克和圣维维安（法語：Paussac-et-Saint-Vivien，法語發音：[posak e sɛ̃ vivjɛ̃]）是法国多尔多涅省的一个市镇，属于佩里格区。该市镇于1830年由原市镇波萨克（Paussac）和圣维维安（Saint-Vivien）合并而成。

## 地理
波萨克和圣维维安（45°20'52"N, 0°32'20"E）面积22.17 平方千米，位于法国新阿基坦大区多爾多涅省，该省份为法国西南部内陆省份，是法國本土面积第三大的省，大致对应佩里戈尔地区，北起顺时针与夏朗德省、上维埃纳省、科雷兹省、洛特省、洛特-加龙省、吉倫特省和滨海夏朗德省接壤。
与波萨克和圣维维安接壤的市镇（或旧市镇、城区）包括：圣瑞斯特、布尔代耶、克雷萨克、大布拉萨克、佩里戈尔地区马勒伊、佩里戈尔地区布朗托姆、拉贡特里-布卢内、佩里戈尔地区布朗托姆。

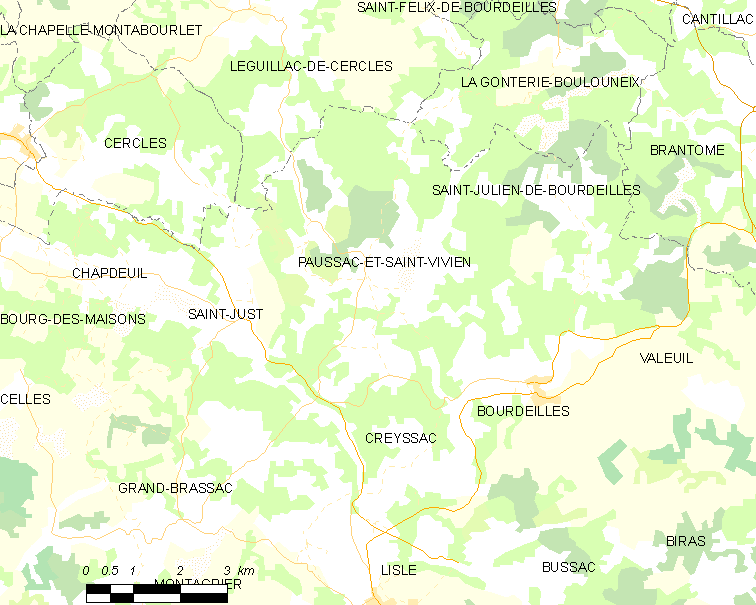
波萨克和圣维维安的OSM定位图

波萨克和圣维维安的时区为UTC+01:00、UTC+02:00（夏令时）。

## 行政
波萨克和圣维维安的邮政编码为24310，INSEE市镇编码为24319。

## 政治
波萨克和圣维维安所属的省级选区为佩里戈尔地区布朗托姆县。

## 人口

1962-2008年间波萨克和圣维维安人口变化图示

波萨克和圣维维安于2022年1月1日时的人口数量为455人。